# Розвиток особистості
Розвиток особистості охоплює динамічну конструкцію та деконструкцію інтегративних характеристик, які відрізняють індивіда з точки зору міжособистісних рис поведінки. Розвиток особистості постійно змінюється і залежить від контекстуальних факторів та життєвого досвіду, що змінює життя. Розвиток особистості також вимірний за описом і суб'єктивний за своєю природою. Тобто розвиток особистості можна розглядати як континуум, що змінюється за ступенем інтенсивності та змін. Він є суб'єктивним за своєю природою (має суб'єктивний характер), оскільки його концептуалізація вкорінена в соціальних нормах очікуваної поведінки, самовираження та особистісного зростання. Домінуюча точка зору в психології особистості вказує на те, що особистість виникає рано і продовжує розвиватися протягом життя людини. Вважається, що риси особистості дорослої людини мають основу в темпераменті немовляти, тобто індивідуальні відмінності в схильностях і поведінці з'являються на ранньому етапі життя, можливо, ще до того, як розвинеться мова свідомої саморепрезентації.
П'ятифакторна модель особистості відображає виміри дитячого темпераменту. Це свідчить про те, що індивідуальні відмінності у рівнях відповідних особистісних рис (нейротизм, екстраверсія, відкритість до досвіду, поступливість і сумлінність) присутні з раннього віку.

## Теорії
Розвиток особистості підтримують і намагаються пояснити теорії особистості.

### Психоаналітична
Психоаналітична теорія особистості була розроблена Зигмундом Фрейдом. Ця теорія складається з трьох основних ідей, які складають особистість: ід (воно), его та суперего. Ці три риси контролюють свої власні частини психіки. Особистість розвивається завдяки конфлікту між трьома рисами, які складають психоаналітичну теорію.

### Теорія рис особистості
Теорія рис особистості є однією з основних теорій у вивченні особистості. Відповідно до цієї теорії, особистість складається з рис. Риси можна описати як моделі поведінки, мислення або емоції. Деякі загальноприйняті теорії рис характеру — це «Велика п'ятірка» рис особистості та модель структури особистості HEXACO. Як правило, при повторному тестуванні через кілька років спостерігається сильна кореляція між рівнями певної риси особистості в індивіда. Риси, як правило, стають більш стабільними після молодого дорослішання (при досягненні зрілого віку), і зміни в цих рисах часто мають певні помітні тенденції з віком. Наприклад, Чесність-Скромність, як правило, знижується в підлітковому віці, а потім неухильно зростає в міру дорослішання людини. Риса сумлінності, як правило, зростає з віком, проте рівень аспекту перфекціонізму залишається досить стабільним.

### Соціально-когнітивна
Соціальна когнітивна теорія особистості розглядає розвиток особистості в термінах реципрокного інтеракціонізму, тобто точки зору, яка розглядає відносини людина-суспільство як інтерактивну систему, яка визначає і формує особистісний розвиток. Особиста взаємодія з іншими індивідами, суспільством і природою створює досвід, в якому самоідентифікація організовується по відношенню до соціального середовища. Іншими словами, риси особистості є функцією складних когнітивних стратегій, які використовуються для ефективного маневрування в соціальних ситуаціях. Крім того, згідно з соціально-когнітивної точки зору, когнітивні процеси відіграють центральну роль в унікальному вираженні особистісних рис та афективних процесів людини. За допомогою когнітивного механізму та соціальних компетенцій люди інтерпретують контекстуальні ситуації, щоб сформувати переконання, які керують їхніми думками і поведінкою, таким чином розвиваючи стійку модель рис особистості.

### Еволюційна
Еволюційна теорія розвитку особистості в першу чергу базується на еволюційному процесі природного відбору. З еволюційної точки зору, еволюція призвела до варіацій людського розуму. Природний відбір уточнив ці варіації на основі їхньої корисності для людини. Через складність людини, багато протилежних рис особистості виявилися корисними в різних аспектах. Первісні люди були колективістами завдяки племінній культурі. Особистості людей у племені були дуже схожі. Поділ праці призвів до диференціації особистісних рис для досягнення більшої ефективності. Диференціація рис особистості збільшувала функціональність, а отже, ставала адаптивною завдяки природному відбору. Люди продовжували розвивати особистість та індивідуальність шляхом еволюції.

### Тривалість життя
Класичні теорії особистості включають тристоронню теорію Фрейда та постфрейдистські теорії (теорії стадій розвитку та теорії типів) і вказують на те, що більша частина розвитку особистості відбувається в дитинстві, стабілізуючись до кінця підліткового віку. Сучасні погляди на тривалість життя, які об'єднують теорію та емпіричні дані, домінують у науковій літературі. Перспективи розвитку особистості протягом життя ґрунтуються на принципі пластичності — принципі, згідно з яким риси особистості є відкритими системами, які можуть зазнавати впливу навколишнього середовища в будь-якому віці. Масштабні лонгітюдні дослідження продемонстрували, що активний період розвитку особистості припадає на вік від 20 до 40 років. Хоча особистість зростає з віком і зазвичай досягає плато близько 50 років, вона ніколи не досягає періоду повної стабільності.[15][16].

### Гуманістична
Гуманістична психологія наголошує на індивідуальному виборі як на добровільних діях, які в кінцевому підсумку визначають особистісний розвиток. Окремі риси особистості, хоча і є важливими для інтегрованого «Я», є лише частинами, які складають цілість спостережуваного людського досвіду. Таким чином, розвиток особистості артикулюється в термінах цілеспрямованої дії, спрямованої на переживання оволодіння досвідом вільного вибору. Замість того, щоб розглядати окремі елементи рис особистості, такі як почуття, думки чи поведінка, гуманістична психологія об'єднує ці елементи як функції буття в більш всеосяжній системі, такій як суспільства, культури чи міжособистісні стосунки. Отже, розвиток особистості піддається змінам в особистому значенні та індивідуальних цілях досягнення ідеального «Я».

## Фактори впливу
Особистісні риси демонструють помірні рівні безперервності, менші, але все ж значні нормативні або середні зміни та індивідуальні відмінності в змінах, часто на пізніх етапах життя.[18] На цю модель впливають генетичні, середовищні, трансакційні та стохастичні фактори.

### Генетика
Генетика може впливати на розвиток особистості. Гени передаються від одного покоління до наступного і містять характеристики людини. На особистість може впливати багато генів, які діють разом. Генетика поведінки посилається на результати досліджень усиновлення та досліджень близнюків.
Дослідження усиновлення: генетика не дуже сильно корелює з сім'ями усиновителів та їхніми характерами. Були проведені дослідження, в яких порівнювали прийомних братів і сестер у сім'ї з тими, хто був біологічними братами і сестрами. Було виявлено кореляцію p=0,05 між особистостями біологічних братів і сестер та іншими членами сім'ї. У прийомних братів і сестер кореляція між їхніми особистостями та особистостями інших членів сім'ї становила p=0,04. Це свідчить про те, що немає жодних підтверджуючих доказів генетичних відмінностей особистості у зв'язку зі спільним середовищем. Подібні кореляції були виявлені між батьками та їхніми прийомними дітьми порівняно з їхніми біологічними дітьми.
Дослідження близнюків: генетика може мати вплив на близнюків. Дослідження показали, що особистості однояйцевих близнюків більш схожі, ніж особистості різнояйцевих близнюків. У однояйцевих близнюків кореляція становить близько 40 %. Доведено, що різниця в статі не має жодного впливу на спадковість генів або на індивідуальну особистість.
Дослідження близнюків і усиновлення продемонстрували, що коефіцієнт успадковуваності особистісних рис коливається в межах 0,3-0,6 при середньому значенні 0,5, що вказує на те, що 50 % варіації спостережуваних особистісних рис пояснюється генетичним впливом. На противагу цьому, дослідження сім'ї та усиновлення продемонстрували низький фактор успадковуваності. IAT (тест неявних асоціацій) проведений на німецьких жінках виявив зв'язок між певними нейромедіаторами та схильністю до певних рис особистості, таких як тривожність або екстраверсія. Якщо виключити вплив генетичної схожості, діти з однієї сім'ї часто виявляються не більш схожими, ніж випадково обрані незнайомці; проте, однояйцеві близнюки, які виховуються окремо, майже так само схожі за характером, як і однояйцеві близнюки, які виховуються разом. Ці висновки свідчать про те, що спільне сімейне оточення практично не впливає на розвиток особистості, і що подібність між родичами майже повністю зумовлена спільною генетикою.

### Екологічний
Слабкість впливу спільного навколишнього середовища на формування особистості здивувала багатьох психологів, стимулюючи дослідження впливу середовища, яке не є спільним, тобто впливу середовища, яке відрізняє братів і сестер один від одного. Середовище, яке не є спільним, може включати диференційоване ставлення з боку батьків, індивідуальні відмінні реакції на спільне сімейне оточення, досвід за межами сім'ї та похибку вимірювання в тестах. У дорослих людей середовище, яке не є спільним, може також включати унікальні ролі та оточення, які вони відчувають після того, як залишили рідну сім'ю. Подальший вплив навколишнього середовища в зрілому віці продемонстровано дослідженнями, які показують, що різний досвід роботи, шлюбу та сімейного життя пов'язаний зі зміною особистості; ці ефекти підтверджуються дослідженнями впливу основних позитивних і негативних життєвих подій на особистість.
Сімейний та дитячий досвід: Сімейний та дитячий досвід може мати значний вплив на розвиток особистості людини. Ось кілька способів, як досвід сім'ї та дитинства може впливати на розвиток особистості:
1. Стиль прив'язаності: Прив'язаність стосується емоційного зв'язку, який розвивається у немовляти зі своїм основним піклувальником. Якість цієї прив'язаності може впливати на розвиток особистості людини. Наприклад, люди, які розвивають безпечний стиль прив'язаності, можуть мати більше шансів мати позитивні стосунки з іншими, тоді як ті, хто розвиває ненадійний стиль прив'язаності, можуть, швидше за все, мати проблеми зі стосунками.[29]
2. Стиль виховання: стиль виховання означає спосіб, у який батьки взаємодіють зі своїми дітьми. Різні стилі виховання можуть по-різному впливати на розвиток особистості людини. Наприклад, авторитарні батьки, які дуже контролюють і вимагають, можуть призвести до того, що люди стануть менш незалежними і менш впевненими в собі, в той час як авторитетні батьки, які проявляють теплоту і підтримку, але також встановлюють чіткі очікування і обмеження, можуть призвести до того, що люди стануть більш впевненими в собі і матимуть кращі соціальні навички.[30]
3. Сімейна динаміка: сімейна динаміка, така як рівень конфліктності, згуртованості та спілкування в сім'ї, також може впливати на розвиток особистості. Наприклад, люди, які виросли в сім'ях з високим рівнем конфліктів, можуть бути більш схильні до тривоги і депресії, тоді як ті, хто виростає у сім'ях з підтримуючими і дбайливими стосунками, можуть бути більш стійкими і краще справлятися зі стресом.[31]
4. Травма та нещастя: травми, пережиті в дитинстві, такі як жорстоке поводження, нехтування або насильство, можуть мати значний довгостроковий вплив на розвиток особистості. Люди, які пережили травму, можуть бути більш схильні до психічних розладів, таких як тривога і депресія, а також можуть мати проблеми зі стосунками і довірою.[32]
5. Культурні та соціально-економічні передумови: культурне та соціально-економічне походження також може впливати на розвиток особистості. Наприклад, люди з колективістських культур, які підкреслюють важливість групової гармонії та взаємозалежності, можуть мати інші риси особистості, ніж люди з індивідуалістичних культур, які наголошують на незалежності та самодосягненні. Подібним чином люди з низькими доходами можуть частіше відчувати стрес і негаразди, що може вплинути на розвиток їхньої особистості.[33]

Загалом, сімейний та дитячий досвід відіграє вирішальну роль у розвитку особистості. Розуміння впливу цього досвіду має важливе значення для сприяння здоровому розвитку та надання підтримки особам, які, можливо, пережили травму або негаразди.
Стосунки з однолітками: Стосунки з однолітками можуть мати значний вплив на розвиток особистості людини. Стосунки з однолітками означають взаємодію та соціальні зв'язки, які людина має зі своїми однолітками, такими як друзі, однокласники та знайомі. Ось кілька способів, як стосунки з однолітками можуть впливати на розвиток особистості:
1. Соціалізація: стосунки з однолітками надають можливості для соціалізації, яка є процесом вивчення та засвоєння соціальних норм, цінностей та очікувань. Завдяки взаємодії з однолітками люди вчаться поводитися в соціальних ситуаціях, розвивають навички спілкування та ведення переговорів, а також вчаться регулювати свої емоції та поведінку у спосіб, прийнятний для інших.[35]
2. Формування ідентичності: стосунки з однолітками також можуть впливати на розвиток ідентичності людини. Підлітковий вік — це час, коли люди намагаються визначити, ким вони є і що вони відстоюють. Взаємодіючи з однолітками, люди можуть досліджувати різні аспекти себе і розвивати почуття ідентичності.[36]
3. Ризикована поведінка: стосунки з однолітками також можуть впливати на ризиковану поведінку. Підлітки, серед яких є однолітки, які займаються ризикованою поведінкою, такою як вживання наркотиків або вчиняють правопорушення, можуть бути більш схильними до такої поведінки самі. З іншого боку, підлітки, які мають однолітків, які займаються просоціальною поведінкою, такою як волонтерство або академічну успішність, з більшою ймовірністю самі будуть практикувати таку поведінку.[37]

### Взаємодія генів і середовища
Кульмінація досліджень свідчить про те, що розвиток особистості відбувається у взаємозв'язку з генетикою, середовищем та взаємодією між генетикою та середовищем. Ван Гестель та Ван Брокховен (2003) пишуть: «Майже за визначенням, складні риси виникають у результаті взаємодії між (множинними) генетичними факторами та середовищем». Відповідний принцип розвитку особистості стверджує, що «життєвий досвід може підкреслити та підсилити особистісні характеристики, які були спричинені певними генетичними факторами та середовищем». Цей принцип ілюструє, як взаємодія генів і середовища підтримує і зміцнює особистість протягом усього життя. Три основні типи взаємодії між геном і середовищем: активний (процес, за допомогою якого індивідууми з певними генотипами обирають і створюють середовище, яке сприяє вираженню цих генотипів), пасивний (процес, за допомогою якого генетичні батьки забезпечують як гени, так і ранні впливи середовища, що сприяють розвитку характерних рис у їхніх дітей) і реактивний (процес, за допомогою якого несімейні особини реагують на поведінку, зумовлену генотипом, характерними для них способами).
Прикладом того, як середовище може пом'якшувати експресію гена, є висновок Хіта, Івза та Мартін (1998), що шлюб є захисним фактором проти депресії у однояйцевих близнюків, таким чином, що спадковість депресії була низькою до 29 % у одружених близнюків і високою до 51 % у неодружених близнюків.

### Стабільність
Мета-аналіз лонгітюдних досліджень показав, що протягом життя людини стабільність її особистості змінюється, хоча ця мінливість вирівнюється в дорослому віці. Початок стійкості особистості найбільш очевидний у віці 25 років. Генетика поведінки може пояснити мінливість, що спостерігається протягом усього життя. Це дуже очевидно на переходах між дитинством, підлітковим віком і дорослим життям. Від дитинства до середини підліткового віку швидкість індивідуальних відмінностей особистості зростає, насамперед через вплив навколишнього середовища. Однак генетичні впливи відіграють більшу роль, ніж впливи навколишнього середовища в зрілому віці, що призводить до меншої кількості індивідуальних відмінностей в особистості між людьми, які мають подібну генетику. У лонгітюдному (подовжньому) дослідженні індивідуумів протягом п'ятдесяти років від підліткового віку до зрілого віку було виявлено, що особистість є пластичною, хоча варіації в рівні пластичності стабілізувалися в зрілому віці.
Вивчався розвиток особистості у студентів коледжу на основі доменів особистісних рис Великої п'ятірки та аспектів в межах цих доменів. Стабільність рангового порядку аспектів є високою, зі значеннями, що перевищують 0,50 (вказує на сильну кореляцію); результати для доменів рис були подібними до окремих аспектів. Варіації в стабільності відбуваються протягом різних періодів життя, такі як підлітковий і дорослий вік.
Стабільність і мінливість особистості пояснюється складною взаємодією між генетикою людини та оточенням.